# Пауэр, Саманта
Сама́нта Па́уэр (англ. Samantha Power; род. 21 сентября 1970, Каслнок, Ирландия) — американский государственный деятель, политолог и журналистка ирландского происхождения. Гражданка Ирландии.
Профессор Гарвардского университета и лауреат Пулитцеровской премии 2003 года за книгу «Проблема из ада: Америка в век геноцида», старший советник Барака Обамы по вопросам внешней политики во время предвыборной кампании последнего. Постоянный представитель США при ООН с 5 августа 2013 по 20 января 2017 года. 
Журнал «Таймс» охарактеризовал её так: «Пауэр — директор-управляющий Центра прав человека им. Карра в Гарварде — новый голос совести для внешнеполитической элиты США». Пауэр вошла в список 100 самых влиятельных людей планеты. Являлась Директором Совета национальной безопасности США по международным отношениям.

## Биография
Родилась в предместье Дублина Каслнок, где жила до девяти лет. Эмигрировала с родителями в США в 1979 году. Училась в Lakeside High School, в Атланте, где была членом баскетбольной команды. Затем она поступила в Йельский университет, и окончила его, получив степень бакалавра гуманитарных наук, где входила в студенческое общество «Аврелиана».
С 1993 по 1996 год работала журналистом, освещая конфликты в Югославии для таких изданий как U.S. News & World Report, The Boston Globe, The Economist и The New Republic. Вернувшись в США поступила в Гарвардскую школу права, где получила степень доктора права в 1999 году. В следующем году она издала свою первую книгу — сборник эссе ведущих правозащитников «Реализация прав человека: от вдохновения к воздействию» под редакцией Грэхама Аллисона.
Её вторая книга «Проблема из ада: Америка в век геноцида» предлагает анализ основных причин неспособности правительств и международного сообщества коллективно признать геноциды (от геноцида армян до геноцида в Руанде) и эффективно реагировать на них. Книга была отмечена Пулитцеровской премией и книжной премией Д. Энтони. Прочитав эту книгу, Барак Обама пригласил Саманту Пауэр поработать[кем?] вместе. В то же время книга была подвергнута критике Говардом Зинном, Эдвардом Хэрманом и Джозефом Невинсом.
С 1998 по 2002 годы Пауэр занимала должность директора-управляющего Carr Center for Human Rights Policy Гарвардского университета.
Журнал Time включил Пауэр в список ста самых влиятельных людей мира 2004 года. С осени 2007 года она стала вести свою регулярную колонку в Time. В том же году Пауэр приняла участие в документальном фильме Чарльза Фергюсона о войне в Ираке, No End in Sight, рассказывающий об основных ошибках, допущенных администрацией Буша.
В 2005—2006 годах Пауэр работала в офисе сенатора от партии демократов Барака Обамы и несколько раз привлекала его внимание к Дарфурскому конфликту. В ходе президентских выборов Пауэр в качестве советника по внешней политике, приняла участие в президентской кампании Обамы в 2008 году, во время которой отозвалась о Хиллари Клинтон как «о монстре». Вскоре Пауэр, в интервью The Scotsman, извинилась за своё высказывание, а позднее уволилась из штаба предвыборной кампании.
Третья книга Пауэр, «В погоне за пламенем: Сержиу Виейра ди Меллу и борьба за спасение мира», вышла 14 февраля 2008 года. Книга, как следует из названия, посвящена Сержиу ди Виейре, верховному комиссару по правам человека ООН, погибшему в Ираке при взрыве отеля, вместе с другими членами его коллектива, в августе 2003 года. Книга послужила основой для документального фильма Sergio, снятого Грегом Баркером.
Её четвёртая книга, «Неспокойный американец: Ричард Холбрук в мире» (под редакцией Дерека Холлта), представляла собой сборник писем к друзьям и коллегам Холбрука наряду с его заметными эссе.
Вместе с группой «System of a Down снялась в фильме Кричащие».
В феврале 2014 года постоянный представитель России при ООН Виталий Чуркин комментируя встречу Пауэр с участницами Pussy Riot заявил, что Пауэр должна присоединиться к группе и выступить вместе с ними с международным туром у Собора Св. Петра в Риме, в Мекке и у Стены Плача в Иерусалиме. Сама Пауэр в своём Twitter пошутила, что петь не умеет, а если бы умела, то предпочла бы выступить с Pussy Riot перед заключёнными следственного изолятора «Матросская Тишина».
4 февраля 2021 года президент США Джо Байден направил на рассмотрение Сената Конгресса США кандидатуру Саманты Пауэр на пост Администратора Агентства США по международному развитию (USAID).

## Семья
Супруг — Касс Санстейн (с 2008 г.), дети Диклан (2009) и Риан (2012).

## Награды
- Орден княгини Ольги I степени (23 августа 2022 года, Украина) — за значительные личные заслуги в укреплении межгосударственного сотрудничества, поддержку государственного суверенитета и территориальной целостности Украины, весомый вклад в популяризацию Украинского государства в мире[24].
- Орден Дружбы (25 декабря 2024 года, Армения) — за вклад в укрепление армяно-американских дружественных отношений, а также углубление сотрудничества между Республикой Армения и Соединёнными Штатами Америки[25].